# 서누
서누(필명)는 대한민국의 소설가다. 작가 장진우와 장진선의 이름 끝 자를 조합해 만든 공동필명이다.
장진우는 대한민국의 작가, 음악가다. 가톨릭대학교 음악과에서 성악을 전공했으며 《한국오라토리오싱어즈》 단원이다. 2000년 문화일보 황금가지 장르문학 공모전에서 입상, 《프린세스 조슈아 전3권》(황금가지), 《소녀의 시간 전6권》(시공사) 등의 소설을 출간했다. 2004년 장진선 작가와 공동필명 서누를 결성하여 소설, 극본 등의 저술 활동을 이어가고 있다.
장진선은 대한민국의 작가다. 경희대학교 철학과를 졸업하고 동 대학원에서 철학석사 학위를 받았다. 경희대학교 대학원보사 편집장, 학문후속세대 무크지 <모색> 편집위원, <과학과 기술> 객원기자를 지냈다. 2004년 장진우 작가와 공동필명 서누를 결성하여 소설, 극본 등의 저술 활동을 이어가고 있다.

## 활동
2004년 4월부터 여성 포털사이트 젝시인러브에 역사소설 《비차》연재를 시작으로 역사소설 2편과 로맨스소설 1편을 출간했다.

## 작품목록
- 2005년 《비차》, 《카페땅》
- 2006년 《연우》
- 2011년 《비차》(개정판)

## 드라마 원작
- 《연우》(미정) 연출/미정, 극본/미정, 제작사/김종학프로덕션[1]